# Israhel van Meckenem

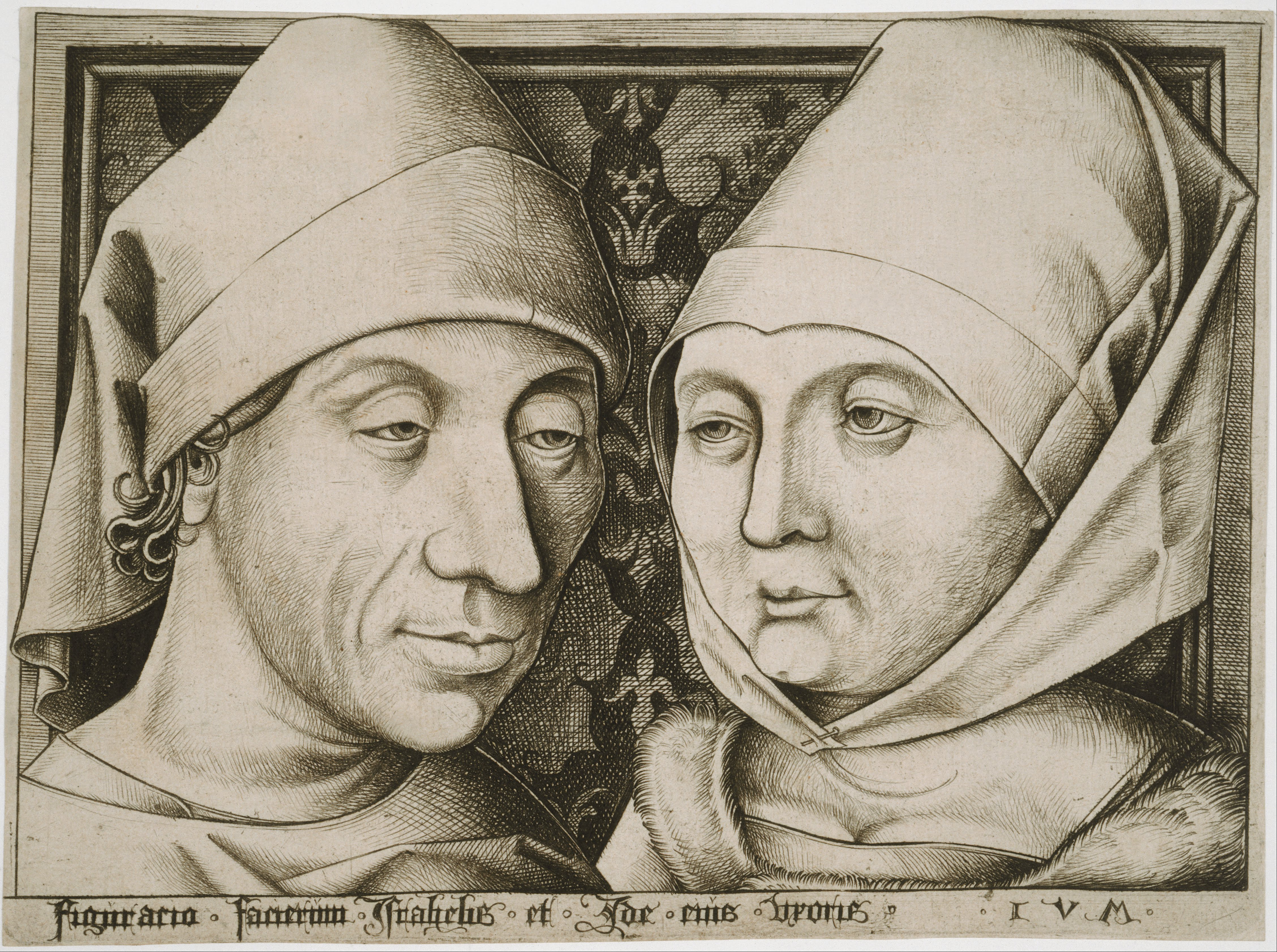
Israhel van Meckenem y su esposa Ida, grabado calcográfico, 130 x 175 mm. Inscripción: «Figuratio Facierum Israhelis et Ide eius uxoris»; «IVM».

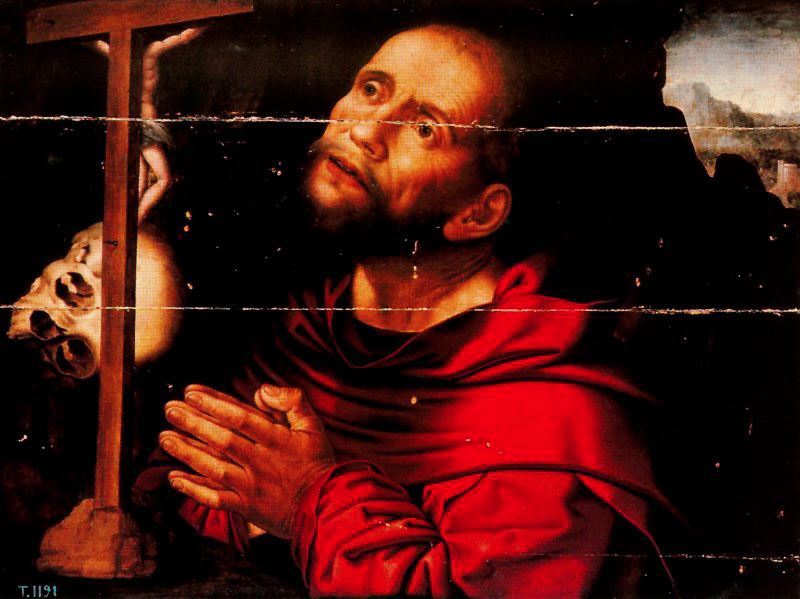
San Jerónimo, óleo sobre tabla, 53 x 70 cm, Madrid, Museo del Prado.

Israhel van Meckenem llamado el Joven o II (Meckenheim, ca. 1440-Bocholt, 10 de noviembre de 1503), fue un orfebre, grabador y pintor alemán.
Hijo de un orfebre y quizá también grabador de su mismo nombre, identificado con el conocido como Maestro de la Pasión de Berlín, Israel van Meckenem el Joven fue el más prolífico grabador alemán de su tiempo, aunque sus obras fuesen con frecuencia copias inspiradas en las obras de otros pintores o imitadas de estampas del Maestro E.S., gozó de prestigio siendo pionero en la explotación comercial del grabado artístico.
Establecido con su familia en Cléveris, es en esta ciudad donde se fecha en 1465 la primera de sus obras conocidas. En 1470 trabajaba en Bamberg y hacia 1480, de regreso a Renania, se estableció en Bocholt donde permaneció hasta su muerte. Como orfebre gozó de la protección del concejo, del que recibió numerosos encargos entre 1480 y 1489. 
Formado en el arte del grabado probablemente con el Maestro E.S., a la muerte de este, hacia 1467, adquirió y reelaboró cuarenta y una de sus planchas. También copió grabados de Martin Schongauer, Durero (Cuatro mujeres desnudas o Las cuatro brujas, cuya plancha conserva el Instituto de Arte Clark de Williamstown (Massachusetts)) y otros maestros alemanes, y se inspiró en dibujos del taller de Hans Holbein el Viejo para componer una de sus últimas series de grabados, la dedicada a la Vida de la Virgen. En su abundante producción, en la que predominan las ilustraciones de la historia sagrada, se encuentran también alegorías y escenas de la vida cotidiana junto al que puede ser el primer autorretrato grabado de la historia del arte, en el que se representó en compañía de Ida, su esposa.